# Dzodzi-Entscheidung
Die Dzodzi-Entscheidung ist ein Urteil des Europäischen Gerichtshofes vom 18. Oktober 1990. Diese Entscheidung hat Bedeutung für die Frage, wie weit der Europäische Gerichtshof auch in Fällen entscheiden kann, für die durch das nationale Recht europarechtliche Vorschriften entsprechend für anwendbar erklärt werden, obwohl das Europarecht den Sachverhalt nicht unmittelbar regelt. Das Urteil ist damit wichtig für die Abgrenzung der sachlichen Zuständigkeit des Europäischen Gerichtshofes und damit auch für die Reichweite der Wirkung des Europarechtes. Der Europäische Gerichtshof entschied, dass er im Vorabentscheidungsverfahren die Kompetenz zur Entscheidung besitze, wenn Gerichte der Mitgliedstaaten ihm Fälle vorlegen und er nicht prüfe, ob dieser Vorlage ein rein interner Rechtsstreit zugrunde liege. An dieses Urteil knüpft die sogenannte Dzodzi-Rechtsprechung des Europäischen Gerichtshofes an.

## Sachverhalt
Es ging in dem dem Gerichtshof durch die Cour d'appel Brüssel mit Beschluss vom 16. Mai 1989 vorgelegtem Rechtsstreit um das Aufenthalts- und Verbleiberecht der togolesischen Staatsangehörigen Massam Dzodzi. Diese war die Witwe eines belgischen Staatsangehörigen. Die Eheleute hatten am 14. Februar 1987 in Belgien geheiratet. Frau Dzodzi stellte nach der Heirat einen erfolglosen Antrag auf eine Aufenthaltserlaubnis. Kurz darauf begab sich das Ehepaar, ohne die belgischen Behörden zu informieren, nach Togo. Kurz nachdem Frau Dzodzis Ehemann nach Belgien zurückgekehrt war, verstarb er am 28. Juli 1987.
In Art. 40 des damals geltenden belgischen Gesetzes über die Einreise, den Aufenthalt, die Niederlassung und die Ausweisung von Ausländern war folgende Regelung vorgesehen:

„soweit dieses Gesetz nichts anderes bestimmt, […] folgende Personen ungeachtet ihrer Staatsangehörigkeit einem EG-Ausländer gleichgestellt: 1. ihr Ehegatte; […] Ebenfalls gleichgestellt sind die ausländischen Ehegatten eines Belgiers […]“

Frau Dzodzi stellte weitere Anträge auf Erteilung einer längeren Aufenthaltserlaubnis, die jedoch abgelehnt wurden. Schließlich erging an sie die Anordnung, Belgien zu verlassen. Hiergegen wandte sie sich an das Tribunal de première instance Brüssel, das das Verfahren aussetzte und im Rahmen eines Vorabentscheidungsverfahrens dem EuGH mit Beschluss vom 5. Oktober 1988 vorlegte. Frau Dzodzi hatte sich auf die damals noch geltende Verordnung (EWG) Nr. 1251/70 der Kommission vom 29. Juni 1970 über das Recht der Arbeitnehmer, nach Beendigung einer Beschäftigung im Hoheitsgebiet eines Mitgliedstaats zu verbleiben berufen.
Sie legte Rechtsmittel bei der Cour d' appel in Brüssel gegen den Beschluss ein, da das Gericht nicht über die Zulässigkeit der Klage entschieden hatte und keinen vorläufigen Rechtsschutz gewährte. Die Cour d' appel trug dem Königreich Belgien mit Beschluss vom 16. Mai 1989 auf, Massam Dzodzi bis zum vollständigen Verfahrensabschluss ein Aufenthaltsrecht zu gewähren, und legte auch seinerseits dem Europäischen Gerichtshof den Rechtsstreit zur Vorabentscheidung vor.

## Stellungnahmen und Schlussanträge
Sowohl die Europäische Kommission als auch Belgien gingen in ihren Stellungnahmen davon aus, dass das Europarecht nicht auf den Fall anwendbar sei, da es sich um eine rein interne Angelegenheit des belgischen Staates handele. Das Königreich Belgien ging daher davon aus, dass der Europäische Gerichtshof nicht zuständig für derartige Fälle sei. Die Kommission beantragte, dass der Gerichtshof feststellen möge, dass die europarechtlichen Regelungen nicht anwendbar seien.
Der Generalanwalt Marco Darmon ging davon aus, dass es „kein Gemeinschaftsrecht außerhalb des Anwendungsbereichs des Gemeinschaftsrechts“ gebe, durch eine Verweisung des nationalen Rechts auf das Gemeinschaftsrecht ergäbe sich keine Ausweitung des Anwendungsbereichs des Gemeinschaftsrechtes. Er warnte nachdrücklich vor einer Ausweitung des Anwendungsbereiches des europäischen Rechtes auf rein interne Angelegenheiten.

## Entscheidung des Gerichtes
Das Gericht hatte zunächst über seine Zuständigkeit zu entscheiden, bevor es in der Sache entscheiden konnte.

### Zuständigkeit
Nach Art. 234 des Vertrages zur Gründung der Europäischen Gemeinschaft (EGV) ist der Europäische Gerichtshof ausschließlich zuständig zur Auslegung europäischen Rechtes, nicht aber zur Auslegung des nationalen Rechtes der Mitgliedstaaten. Die ausländerrechtliche Regelung Belgiens war allerdings zunächst innerstaatliches belgisches Recht.
Der Europäische Gerichtshof entschied, dass eine Vorlage und damit das Verfahren nach Art. 177 EGV (seit dem Vertrag von Amsterdam Art. 234 EGV) zulässig war. Er ging hierbei davon aus, dass der Zweck dieser Regelung im EGV die Zusammenarbeit zwischen den Gerichten der Mitgliedstaaten der Europäischen Union und dem Europäischen Gerichtshof sei. Es liege dabei grundsätzlich in der Verantwortung der nationalen Gerichte, über die Erforderlichkeit einer Vorlageentscheidung für den Erlass eines Urteils und die Entscheidungserheblichkeit zu entscheiden. Der Europäische Gerichtshof habe bei einer erfolgten Vorlage dann zu entscheiden. Insbesondere sei es Zweck des Art. 234 (ex-177) EGV, eine einheitliche Anwendung europarechtlicher Vorschriften sicherzustellen, unabhängig davon, aus welchen Gründen diese zur Anwendung kämen. Eine Ausnahme hiervon gelte nur, insoweit es sich um die Entscheidung eines rein fiktiven Rechtsstreites handele oder aber die Unanwendbarkeit des europäischen Rechtes offensichtlich sei. In solchen Fällen würde das Vorabentscheidungsverfahren zweckentfremdet werden.
Der Europäische Gerichtshof sei hierbei aber nur befugt, über die Auslegung europarechtlicher Bestimmungen zu entscheiden. Welche Auswirkungen Verweisungen im nationalen Recht haben, müssen die jeweiligen nationalen Gerichte beurteilen – etwa wie weitgehend eine solche Verweisung zu verstehen sei.
Die Folge hiervon ist, dass es genau genommen zur Auslegung von Rechtsnormen der Mitgliedstaaten durch den Gerichtshof kommt.

### Entscheidung in der Sache
Der Europäische Gerichtshof entschied, dass die Richtlinien, auf die sich Massam Dzodzi berief, der Durchsetzung der Arbeitnehmerfreizügigkeit dienten. Damit diese anwendbar seien, dürfe es sich nicht um einen rein internen Sachverhalt in einem Mitgliedsstaat handeln. Ein solcher rein interner Fall liege vor, wenn sich ein Staatsbürger eines Drittstaates auf seine Eigenschaft als Ehegatte eines Staatsbürgers eines Mitgliedstaates beriefe, um sich in ebendiesem Mitgliedsstaat niederzulassen.

## Dzodzi-Rechtsprechung
Der Europäische Gerichtshof folgte der in der Dzodzi-Entscheidung eingeschlagenen Linie mit der bereits kurz darauf ergangenen Entscheidung zu einer Vorlage des Bundesfinanzhofs im Rechtsstreit der Kunsthändlerin Gmurzynska-Bscher  mit der Oberfinanzdirektion Köln über eine Frage zum Gemeinsamen Zolltarifs der Europäischen Zollunion und bestätigte sie im Fall Tomatis/Fulchiron. In der Federconsorzi-Entscheidung und der Founier-Entscheidung dehnte der Gerichtshof die Rechtsprechung auf Fälle aus, in denen nicht die Rechtsnormen, sondern vertragliche Regelungen zwischen Privatpersonen auf das Gemeinschaftsrecht verweisen. Mit der Angonese-Entscheidung vom 6. Juni 2000 wandte der Europäische Gerichtshof die Grundsätze der Dzodzi-Rechtsprechung auf einen Fall an, wo nicht ausdrücklich auf Europarecht Bezug genommen wurde, sondern eine Generalklausel im italienischen Recht solche privaten Regelungen für nichtig erklärte, die gegen zwingendes Recht verstoßen.
1995 entschied der Europäische Gerichtshof in einem Rechtsstreit zwischen Kleinwort Benson und der Stadt Glasgow in einem Fall, der sich auf das Europäische Gerichtsstands- und Vollstreckungsübereinkommen (EuGVÜ) bezog. Der britische Gesetzgeber hatte zur Abgrenzung der Zuständigkeit der englischen und der schottischen Gerichtsbarkeit nahezu wortgleich die Regelung des Art. 5 EuGVÜ übernommen. Der Europäische Gerichtshof entschied, dass die britische Regelung keine unmittelbare und unbedingte Verweisung enthalte, sondern das EuGVÜ lediglich als Muster gedient habe. Wegen der fehlenden Bindungswirkung einer Entscheidung des Gerichtshofes sei er in solchen Fällen nicht zuständig. In der Folge war in der Fachliteratur umstritten, ob der Europäische Gerichtshof seine Dzodzi-Rechtsprechung aufgegeben habe. 1997 bestätigte der Gerichtshof mit der Leur-Bloem-Entscheidung und der zeitgleich ergangenen Giloy-Entscheidung  allerdings ausdrücklich, dass er an den Grundsätzen der Dzodzi-Entscheidung festhalte und präzisierte die Rechtsprechung in Abgrenzung zum Fall Kleinwort Benson. In beiden Entscheidungen betonte der Gerichtshof, dass der britische Gesetzgeber das EuGVÜ lediglich als Muster genommen habe, das EuGVÜ außerdem den nationalen Gesetzgebern einen Spielraum für Abweichungen lasse.
Mittlerweile betrachtet der Europäische Gerichtshof die Dzodzi-Rechtsprechung als ständige Rechtsprechung.

## Auswirkungen
Durch die Ausweitung der Zuständigkeit auch auf nicht unmittelbar vom europäischen Recht geregelte Sachverhalte entstand eine verstärkte Entwicklung zu einer einheitlichen Auslegung und Anwendung des Europarechtes mit erheblicher Auswirkung auf die nationalen Rechtsordnungen der Mitgliedstaaten. Die Harmonisierung des Rechtes innerhalb der Union wurde dadurch beschleunigt. Dies gilt vor allem, da der Europäische Gerichtshof einen Auslegungs- und Anwendungsvorrang vor dem nationalen Recht der Mitgliedstaaten in seiner Rechtsprechung voraussetzt. Im deutschen Recht sind von der Dzodzi-Rechtsprechung zum Beispiel Teile des Bilanzrechts, des AGB-Rechts, des Handelsrechts, das Urheberrecht oder das Umsatzsteuerrecht potenziell betroffen.
Zwar hat der Gerichtshof hierbei nicht ausdrücklich neben dem Vorlagerecht der nationalen Gerichte eine Vorlagepflicht formuliert, es wird aber in der Literatur eine faktischen Vorlagepflicht der Obersten Gerichte nach Art. 234 EGV angenommen. Die deutsche höchstrichterliche Rechtsprechung lehnt eine solche Vorlagepflicht ab und betont, dass der EuGH die Entscheidung zur Vorlage allein den nationalen Gerichten überlassen habe.

## Kritik
Die Dzodzi-Rechtsprechung traf unter den Generalanwälten des Europäischen Gerichtshofes auf Kritik. Generalanwalt Jacobs trug nach einer Analyse der Dzodzi-Rechtsprechung in seinem gemeinsamen Schlussantrag in den Fällen Giloy und Leur-Bloem vor, dass die Grundannahme der Dzodzi-Entscheidung bereits unzutreffend sei, dass eine einheitliche Auslegung von europarechtlichen Regelungen und von angelehnten Regelungen der Mitgliedstaaten notwendig sei. Selbst wenn ein nationales Gericht innerstaatliche Regelungen, die sich auf Gemeinschaftsrecht beziehen, abweichend auslege sei es klar, dass es sich nur um die Entscheidung eines nationalen Gerichtes handele, nicht um die eines europäischen Gerichtes. Art. 234 (damals noch Art. 177) EG-Vertrag sehe auch ausdrücklich eine ausschließliche Kompetenz der nationalen Gerichte bei der Auslegung nationalen Rechtes vor. Der Europäische Gerichtshof sei letztlich auch nicht in der Lage die Einbindung in die nationale Rechtsordnung hinreichend zu beurteilen.
Mathias Habersack und Christian Mayer kritisieren an der Dzodzi-Rechtsprechung, dass nach Art. 7 EGV Organe der Europäischen Gemeinschaft nur dann Kompetenzen hätten, wenn diese durch den Vertrag selbst unmittelbar zugewiesen werden würde. Art. 234 EGV weise dem Europäischen Gerichtshof aber keine Kompetenz zur Entscheidung nationalen Rechtes zu. Die Auffassung des Gerichtshofes würde voraussetzen, dass die Legislative der Mitgliedstaaten befugt sei, über den Anwendungsbereich des europäischen Rechtes durch Verweisungen zu entscheiden. Hierfür gäbe es allerdings weder im Europarecht noch in den Rechtsordnungen der Mitgliedstaaten Anhaltspunkte. Der Europäische Gerichtshof stütze seine Rechtsprechung darauf, dass er alleinig zur Auslegung des Gemeinschaftsrechtes befugt sei. Dies treffe aber nicht zu. Der Fall Kleinwort Benson, in dem der EuGH seine Zuständigkeit verneint hatte zeige auch, dass eine einheitliche Auslegung des Gemeinschaftsrechtes auch durch die Gerichte der Mitgliedstaaten möglich sei. Letztlich würde eine Auslegung des Gemeinschaftsrechtes durch EuGH und die nationalen Gerichte wertvolle gegenseitige Anregungen geben können.
Dem wird entgegengehalten, dass es den Mitgliedstaaten nicht verwehrt sein dürfe, freiwillig den Anwendungsbereich des Europarechtes zu erweitern. In solchen Fällen stelle der Europäische Gerichtshof im Rahmen der gegenseitigen Loyalitätspflicht nach Art. 10 EGV lediglich seine Befähigung zur Auslegung des Gemeinschaftsrechtes zur Verfügung. Das Konzept der Mindestharmonisierung von EG-Richtlinien setze es regelrecht voraus, dass dem nationalen Gesetzgeber die Befugnis eingeräumt werde, gegebenenfalls den Anwendungsbereich des europäischen Rechtes auszudehnen.